# Hans Bille
Hans Bille, född 31 maj 1880 i Moss, död 30 maj 1952, var en norsk skådespelare.
Från teaterdebuten 1898 var han knuten till ett flertal norska teatrar, efter 1919 också som regissör. Sin sista tid arbetade han vid Det Nye Teater. Han filmdebuterade som Mack i Pan (1922); av andra filmer kan nämnas Tante Pose (1940) och Den nye lægen (1943).

## Filmroller
Enligt Internet Movie Database.
- 1922 – Pan
- 1937 – By og land hand i hand
- 1937 – To levende og en død
- 1938 – Det drønner gjennom dalen
- 1938 – Ungen
- 1939 – Gryr i Norden
- 1939 – De värnlösa
- 1939 – Gjest Baardsen – en norsk Lasse-Maja
- 1940 – Tante Pose
- 1943 – Den nye lægen
- 1949 – Svendsen går videre